# Alpinia conchigera
Alpinia conchigera, é uma espécie de planta fanerógama pertencente ao género Alpinia na família Zingiberaceae. É originaria da Malásia.

## Propriedades
Cardamomina é uma calcona isolada de A. conchigera.

## Taxonomia
Alpinia conchigera foi descrita por William Griffith e publicado em Notulae ad Plantas Asiaticas 3: 424, pl. 354. 1851.
Sinonímia
- Alpinia humilis Teijsm. & Binn.
- Alpinia laosensis Gagnep.
- Alpinia sumatrana (Miq.) K.Schum.
- Languas conchigera (Griff.) Burkill
- Languas sumatrana (Miq.) Merr.
- Strobidia conchigera (Griff.) Kuntze
- Strobidia oligosperma Kuntze
- Strobidia sumatrana Miq.[4]